# Кудайколь (село)
Кудайколь (каз. Құдайкөл) — село в Павлодарской области Казахстана. Находится в подчинении городской администрации Экибастуза. Расположено в 58 км к северо-востоку от Экибастуза и в 85 км к юго-западу от Павлодара. Административный центр Кудайкольского сельского округа. Код КАТО — 552247100.

## История
В в 14 км юго-западе находится памятник эпохи палеолита Кудайколь.
Село было центральной усадьбой бывшего овцеводческого совхоза имени XXII съезда КПСС, образованного в 1962 году.

## Население
В 1985 году в селе проживало 983 человек. В 1999 году население села составляло 607 человек (308 мужчин и 299 женщин). По данным переписи 2009 года, в селе проживал 481 человек (240 мужчин и 241 женщина).